# Ortsumgehung Chabarowsk
Die Ortsumgehung Chabarowsk (russisch Обход Хабаровска) ist eine mautpflichtige Schnellstraße, die die russische Stadt Chabarowsk östlich umgeht. Sie ist die erste Schnellstraße in der Region Chabarowsk und verbindet die drei in Chabarowsk zusammenlaufenden Fernstraßen R297 nach Tschita, die A370 nach Wladiwostok und die A375 nach Knjase-Wolkonskoje.

## Geschichte
Im Jahr 2016 unterzeichneten die Regierung der Region Chabarowsk und die Regional Concession Company LLC, eine Tochtergesellschaft der VIS Group, einen Vertrag über eine öffentlich-private Partnerschaft, um eine mautpflichtige Umgehungsstraße rund um Chabarowsk zu bauen und zu betreiben. Es handelt sich um das erste öffentlich-private Partnerschaftsprojekt im Verkehrssektor im Fernen Osten Russlands. Grund für den Bau der Ortsumgehung ist die Entlastung der Innenstadt von Chabarowsk. Der Bau der Ortsumgehung begann im November 2017 und wurde im Oktober 2021 abgeschlossen. Die Einweihung der Ortsumgehung fand am 15. Juli 2022 im Beisein des Gouverneurs der Region Chabarowsk statt. Am 16. Juli 2022 um Mitternacht wurde die Ortsumgehung offiziell für den Verkehr freigegeben. Nach der Eröffnung der Umgehungsstraße wurde zunächst keine Maut erhoben. Am 1. November 2022 wurde die Maut eingeführt.

## Aufstufung zur Schnellstraße
Am 15. Juli 2024 wurde das Tempolimit der Ortsumgehung Chabarowsk von 90 km/h auf 110 km/h erhöht. Mit der Erhöhung des Tempolimits erfolgte auch die Aufstufung von einer autobahnähnlichen Straße zu einer Schnellstraße.

## Weiterbau bis zur russisch-chinesischen Grenze
Im Juli 2024 gaben der russische Verkehrsminister Starowojt und der russische Ministerpräsident Mischustin bekannt, dass die Umgehungsstraße von Chabarowsk bis zur russisch-chinesischen Grenze verlängert werden soll und die Finanzierung bereits steht. Dabei soll ein neuer Grenzübergang auf der Große Ussuri-Insel entstehen. Wann mit dem Baubeginn und der Fertigstellung des letzten Abschnitts der Umgehungsstraße zu rechnen ist, steht noch nicht fest.